# Ador

Extensión del municipio en la comarca

Ador es una localidad y municipio español situado en la parte suroccidental de la comarca de la Safor, en la provincia de Valencia, Comunidad Valenciana. Cuenta con una población de 1729 habitantes (INE 2024).

## Toponimia
El topónimo deriva del árabe الدور (ad-dūr), «las casas».

## Geografía
Situado al suroeste de la Huerta de Gandía, en el límite del valle del Serpis con la sierra de Ador, en la margen izquierda del río.
La superficie del término es montañosa, a excepción de la margen del río Serpis. Las alturas principales son Peña Roja (361 m.), Castellarets (283 m.), Corona (165 m.), Tossal, la Cruz, etc.
Al N del municipio, y al oeste de la ciudad de Gandía, está el exclave de la Marxuquera; integrado dentro de la sierra de Ador. Aquí, hay alturas que supera los 600 m, donde uno de ellos; es el punto culminante de Ador, con 643 m de altura.
El río Serpis sirve de límite al término por el este; por una estrecha franja de terreno, al norte llega a tocar el río Vernisa. De la sierra de Ador, suele bajar ramblas, atravesando un suelo rico de caliza que data del Terciario, que son restos de corales fosilizados, cuando todo esto estaba bajo el mar.
El clima es templado. Los veranos en Ador suelen ser muy calurosos, y los inviernos, algo suaves. Los vientos que soplan son el vent de baix y el de Ponent. El de Baix, proviene del este, que suele traer la brisa marina, y suele soplar por primavera. El de Ponent, es el que viene del oeste, que tiene su origen del interior de España, y cuando sopla ese viento, suele presagiar lluvia. En Ador, en días de lluvias; el Serpis y las ramblas que desemboca en ella, suelen desbordarse a menudo y crear riadas muy violentas.
Todo el término está cubierto de arbolado, predominando los naranjos en las zonas cultivadas y el pino en las montañosas. El pueblo está al pie de la sierra.
Desde Valencia se accede a través de la N-332 para enlazar con la CV-686 y la CV-685.

### Localidades limítrofes
El término municipal de Ador limita con las siguientes localidades:
Alfahuir, Castellonet, Gandía, Luchente, Palma de Gandía, Potríes, Rótova y Villalonga, todas ellas de la provincia de Valencia.

## Historia
En el término municipal se ha encontrado una importante villa romana (la casa de Alfàs), también es una de las pocas zonas de la comarca en la que encontramos entierros visigóticos.
Es un pueblo de origen árabe, que pasó a pertenecer al Reino de Valencia en el siglo XIII, con la conquista realizada por el rey Jaime I.
Después de la conquista fue repoblada por los cristianos en 1248. El rey Pedro el Grande, concedió en 1276 a Joan de Pròxita el señorío sobre el castillo de Ador, que incluía Ador en su jurisdicción. Después perteneció al señorío del Monasterio de San Jerónimo de Cotalba. El 1460, pasó a manos de la familia Tolsà y posteriormente, a los Montcada, a los que perteneció hasta la desaparición de los señoríos. En 1574 se separó eclesiásticamente de Palma y se convirtió en parroquia independiente bajo la advocación de Nuestra Señora de Loreto. El botánico Cavanilles hace referencia a su población (94 vecinos a fines del siglo XVIII) y a la importante cosecha de algarrobas y olivas (además de otros productos) que se recogían en sus alrededores.

## Demografía
Ador cuenta con una población de 1729 habitantes (INE 2024).
| Gráfica de evolución demográfica de Ador entre 1857 y 2021 |
| |
| Población de derecho según los censos de población del INE Población de hecho según los censos de población del INEEn 1857 aparece este municipio porque se segrega del municipio Palma de Gandía |

## Economía
La agricultura es la base económica del municipio, los naranjos constituyen la mayor riqueza, seguidos de cereales y hortalizas. En el secano hay algarrobos, olivos, almendros y viñedos cultivo que va cediendo terreno a los cítricos.

## Administración y política
En las elecciones de 2019 se eligieron 9 concejales para el Ayuntamiento de Ador: 7 de Gent d'Ador-Compromís (670 votos) y 2 de PP (264 votos). Hubo además 336 abstenciones, 23 votos nulos y 6 votos blancos.
| Periodo   | Nombre                       | Partido       |
| --------- | ---------------------------- | ------------- |
| 1979-1983 | Luis Dauder Mascarell        | Independiente |
| 1983-1987 | José Miñana Miñana           | AP-PDP-UL-UV  |
| 1987-1991 | Juan Vicente Estruch Estruch | PP            |
| 1991-1995 | Juan Vicente Estruch Estruch | PP            |
| 1995-1999 | Juan Vicente Estruch Estruch | PP            |
| 1999-2003 | Juan Vicente Estruch Estruch | PP            |
| 2003-2007 | Juan Vicente Estruch Estruch | PP            |
| 2007-2011 | Juan Vicente Estruch Estruch | PP            |
| 2011-2015 | Joan Faus Vitòria            | Gent d'Ador   |
| 2015-2019 | Joan Faus Vitòria            | Gent d'Ador   |
| 2019-2023 | Manuela Faus Mascarell       | Gent d'Ador   |

## Patrimonio
- Iglesia parroquial. Ampliada en el siglo XVIII, está dedicada a la Virgen de Loreto, que con el Cristo del Amparo, ostenta el patronazgo de la población.
- Ermita de San José. Declarada bien de relevancia local.

## Fiestas locales
- Fiestas Patronales. Se celebran en la tercera semana de agosto, a partir del tercer domingo de dicho mes. El lunes está dedicado a San José, el martes a la Divina Aurora, el miércoles a la Virgen de Loreto y el jueves al Santísimo Cristo del Amparo.
- Fiestas de Moros y Cristianos. Se celebran el primer fin de semana de agosto.